# برینگشتدت
برینگشتدت (به آلمانی: Beringstedt) یک شهر در آلمان است که در Mittelholstein واقع شده‌است. برینگشتدت ۷۶۳ نفر جمعیت دارد.